# 尻無濱冴美
尻無濱冴美（1989年7月20日—）是日本的模特兒、藝人、女性偶像團體SDN48的前成員。東京都出身。AKS所屬。東京都立上野高等学校畢業。十文字学園女子大学在学中。

## 經歷
2003年
- 4月6日 - 9月28日、出演東京電視台系『U-15.F スキにさせて!』。

2006年
- 入選為Miss上野高校第2位。

2011年
- 5月27日、『給錯過的你 AKB48復活公演』『SDN48 1st Stage「誘惑的吊襪帶」』公演內，披露SDN48的3期生。

2022年
- 10月19日，尻无浜冴美宣布通过长期不孕治疗后成功诞下第一子。

## 人物
- 面試同期是久保由利香、木原陽子、我妻三輪子。
- nicola時代憧景的有名人是黑木瞳。

## 出演

### 綜藝節目
- U-15.F スキにさせて!（2003年4月6日 - 9月28日、東京電視台）

### 雑誌
- nicola（新潮社）

## 外部連結
- 尻無濱冴美的X（前Twitter）
- 尻無濱冴美的Instagram帳戶